# Gilletinus porosus
Gilletinus porosus is een keversoort uit de familie cognackevers (Bolboceratidae). De wetenschappelijke naam van de soort werd in 1992 gepubliceerd door Henry Fuller Howden.